# Brevitrichia septispina
Brevitrichia septispina är en tvåvingeart som beskrevs av Kelsey 1971. Brevitrichia septispina ingår i släktet Brevitrichia och familjen fönsterflugor.
Artens utbredningsområde är Kalifornien. Inga underarter finns listade i Catalogue of Life.